# Astragalus glycyphylloides
Astragalus glycyphylloides är en ärtväxtart som beskrevs av Dc. Astragalus glycyphylloides ingår i släktet vedlar, och familjen ärtväxter. Inga underarter finns listade i Catalogue of Life.